# Anoba atriplaga
Anoba atriplaga är en fjärilsart som beskrevs av Walker 1858. Anoba atriplaga ingår i släktet Anoba och familjen nattflyn. Inga underarter finns listade i Catalogue of Life.